# 저스틴 허브너
저스틴 퀸시 허브너(인도네시아어: Justin Quincy Hubner, 네덜란드어: Justin Quincy Hubner 유스틴 퀸시 휘브너[*], 2003년 9월 14일 ~ )는 잉글랜드 프리미어리그의 울버햄프턴 원더러스에서 뛰고 있는 네덜란드 출생 인도네시아의 축구 선수로 인도네시아 국가대표팀의 일원으로도 활동하고 있다.

## 어린 시절
스헤르토헨보스에서 태어난 그는 빌럼 II와 브라반트 유나이티드의 유소년팀과 그의 고향 클럽인 덴보스에서 뛰었다.

## 구단 경력

### 덴보스
청소년 선수 시절, 허브너는 네덜란드 2부 리그 팀인 덴보스의 청소년 아카데미에 입단했다.

### 울버햄프턴 원더러스
2020년 2월, 허브너는 잉글랜드 프리미어리그 팀인 덴보스의 울버햄프턴 원더러스에 합류했고, 그의 새로운 클럽은 그를 아카데미 팀에 들어가는 왼쪽 측면 센터백으로 묘사했다. 2023년 2월 1일, 울브스는 허브너가 2025년 6월까지 클럽에 머물 수 있는 새로운 2년 6개월 계약에 서명했다고 발표했다.
2023년 12월 2일, 아스널과의 프리미어리그 경기에서 벤치를 지켰다.

#### 세레소 오사카로의 임대
2024년 3월 12일, 허브너는 J1리그의 세레소 오사카에 1시즌 임대로 입단했다.
2024년 4월 7일, 그는 알비렉스 니가타와의 경기에서 교체 선수로 데뷔하면서 J1리그에서 뛰는 첫 번째 인도네시아인이 되었다.

## 국가대표팀 경력

### 네덜란드 청소년
허브너는 네덜란드 U-19 축구 국가대표팀을 대표하였으며, 2023년 3월 25일, 그는 프랑스 U-20와의 친선 경기에서 네덜란드 U-20 국가대표팀으로 활약하였다.

### 인도네시아
2022년 10월, 허브너는 인도네시아 U-20 국가대표팀에 소집되었다. 인도네시아 감독 신태용은 2023년 AFC 아시안컵과 2023년 FIFA U-20 월드컵을 개최하는 인도네시아를 앞두고 라파엘 스트라위크, 이바르 제너, 허브너를 외국인 선수로 선발한 것을 언급했다.
허브너는 2022년 11월 튀르키예에서 훈련 캠프를 위해 인도네시아 국가대표팀에 합류했다. 그는 "저는 인도네시아 대표팀에 합류하기 위해 현재 튀르키예에 있습니다. 저는 친구들과 함께 뛸 수 있는 기회를 갖게 되어 매우 기쁩니다. 저는 인도네시아를 자랑스럽게 만들고 싶습니다."라고 말한 것으로 전해졌다. 11월 17일, 그는 스페인에서 열린 프랑스 U-20을 상대로 인도네시아 U-20 국가대표팀으로 친선 경기를 가졌다. 그는 또한 이틀 후 슬로바키아 U-20을 상대로 경기를 했다.
2024년 1월 2일, 허브너는 리비아와의 친선 경기에서 인도네시아 시니어 팀 데뷔 전을 치렀다. 1월 15일, 허브너는 이라크와의 2023년 AFC 아시안컵에서 경쟁적인 데뷔 전을 치렀다. 그는 팀이 사상 최초의 녹아웃 단계에 도달하는 것을 도왔다.
2024년 4월, 허브너는 카타르에서 열린 2024년 AFC U-23 아시안컵의 인도네시아 U-23 최종 명단에 이름을 올렸다. 4월 18일, 그는 J리그컵의 세레소에서 하루 전에 90분을 뛰었음에도 불구하고 U-23 국가대표팀 데뷔 전을 치렀다.

## 사생활
허브너의 어머니는 네덜란드인이고 아버지는 인도네시아인이며 자카르타와 마카사르에 가족이 있고 할머니는 반둥 출신이다. 2023년 11월 3일, 인도네시아 축구 협회 회장 에릭 토히르는 언론에 허브너가 가능한 한 빨리 인도네시아인으로 귀화할 것이라고 말했다.
2023년 12월 6일, 허브너는 선수들이 인도네시아 시민으로 귀화하기 위한 최종 요건인 인도네시아 시민 선서를 한 후 공식적으로 인도네시아 시민권을 취득했다.